# Бустрём, Эбба
Эбба Бустрём (швед. Ebba Augusta Boström, 5 сентября 1844, Рослагс-Кулла, Стокгольм — 10 мая 1902, Уппсала) — шведская филантроп и благотворительница, основательница приюта.

## Биография
Эбба Бустрём родилась в лене Стокгольм в 1849 г. Она происходила из знатной семьи: её отец Эрик Самуэль Бустрём работал председателем Окружного суда Стокгольма, её дядя Кристофер Якоб Бустрём был профессором философии в Упсальском университете, один из её братьев Филипп Август Бустрём был главой правительства Сёдерманланда, другой брат Эрик Густав Бустрём дважды занимал пост премьер-министра Швеции.
Эбба училась в Уппсале в Klosterskolan. К общественной и религиозной деятельности она обратилась, когда ей было 38 лет, и она испытала духовное пробуждение во время причастия в стокгольмской церкви Blasieholmskyrkan. После этого она отправилась в Великобританию учиться на врача. Там она прониклась идеями Свободной церкви Англии. Королева София прочила Эббе место главы в недавно открытом частном госпитале Sofiahemmet («Дом Софии») в Стокгольме, но по возвращении в Швецию Эбба серьёзно заболела, восприняла это как знак свыше и отошла от современной медицины.
В 1882 г. Эббу пригласили в Уппсалу, чтобы назначить директором Sedlighetsföreningens («Морального общества Магдалены») для проституток. В том же году она купила себе отдельный дом, где она начала самостоятельную благотворительную деятельность. В течение 20 лет Эбба Бострём руководила благотворительным центром с детскими приютами, домами для престарелых и курсами переучивания бывших служанок. В 1893 г. был открыт хоспис, где Эбба создала сестринство из 17 сестёр, причём в первые годы никакой медицинской помощи больным не оказывалось — уповали на молитвы и Божью милость. Со временем Эбба стала разрешать обращаться к докторам за консультациями, а потом, когда была построена операционная, позволила привлекать врачей-хирургов. Благодаря своей деятельности и контактам с королевской семьёй Эбба Бустрём пользовалась большим уважением.
Эбба Бустрём скончалась в 1902 г. и была похоронена в Уппсале.